# Hugo Conte
Hugo Néstor Conte (Buenos Aires, 14 aprile 1963) è un allenatore di pallavolo ed ex pallavolista argentino, di ruolo schiacciatore.
Nel 2011 è stato inserito nella Volleyball Hall of Fame.

## Carriera

### Giocatore

#### Club
Fin da piccolo pratica diversi sport fra cui il calcio, la pallacanestro e il nuoto, ma a 12 anni inizia a praticare la pallavolo, iniziando a giocare nel GEBA. Nel 1980 passa al Ferro Carril Oeste, dove rimane due anni prima di trasferirsi oltreoceano al Cannes, squadra con cui vince il campionato francese.
Nella stagione 1983-84 approda in Italia giocando per il Parma e, da qui in poi, a parte un breve ritorno in Argentina nell'annata 1986-87, resterà nel campionato italiano fino al 1998, quando tornerà in patria per altre due stagioni prima di ritornare per l'ultima volta, come giocatore, in Italia, ancora a Parma.

Conte (a destra) e il connazionale Waldo Kantor alla Panini nel 1990

Durante la sua esperienza italiana ha ricevuto diversi riconoscimenti, tra cui il Trofeo Gazzetta come miglior giocatore del campionato nel 1988, nel 1990 e nel 1991; vince anche due volte il premio come migliore straniero. A livello di club vince la Coppa dei Campioni 1983-84 con il Parma, e il campionato di Serie A2 1995-96 con il Catania.
Durante il suo terzo, e ultimo, ritorno in Argentina vince tre volte il campionato nazionale, una volta a testa con il Rojas Scholem, il Social Monteros e il Club de Amigos. Nella sua ultima stagione da giocatore vince la coppa di Serie A2 argentina, nella stessa squadra in cui milita il figlio, Facundo.

#### Nazionale
Nel maggio del 1980 esordisce con la nazionale argentina. Nel 1982 vince la medaglia di bronzo ai mondiali in compagnia di giocatori come Waldo Kantor, Daniel Castellani, Jon Uriarte e Raúl Quiroga; bissa il piazzamento ai Giochi olimpici di Seul 1988. In precedenza aveva debuttato nel torneo a cinque cerchi nell'edizione di Los Angeles 1984 dove, pur chiudendo al sesto posto, viene premiato come miglior muro della manifestazione.
Nel 1999, dopo una pausa durata quasi dieci anni, torna in nazionale insieme a un'altra stella della cosiddetta Generazione dell'82, Kantor. Nonostante questo l'Argentina perde tutte le partite delle final six di World League. Gioca la sua terza e ultima Olimpiade in occasione dell'appuntamento di Sydney 2000, riuscendo a chiudere a un insperato quarto dopo avere peraltro eliminato il Brasile ai quarti di finale. Nel 2002 abbandona definitivamente la nazionale argentina.

### Allenatore
Dopo il ritiro intraprese la carriera di allenatore. Nel 2007 si trasferisce in Italia insieme al figlio Facundo, guidando il Catania nell'ultima fase del campionato di Serie B1 e per le successive due stagioni in Serie A2. Nella stagione 2009-10 passa alla Zinella Bologna riuscendo a portare la squadra al secondo posto nella regular season perdendo però la semifinale play-off. Nel gennaio 2011 viene ingaggiato dalla Pallavolo Pineto non riuscendo però a evitare la retrocessione della squadra a fine campionato. Per la stagione successiva viene ingaggiato dal Cavriago.

## Palmarès

### Giocatore

#### Club
- Campionato francese: 1

1982-83
- Campionato argentino: 3

2001-02, 2004-05, 2005-06
- Coppa dei Campioni: 1

1983-84
- Campionato italiano A2: 1

1995-96
- Copa Argentina A2: 1

2006-07

#### Nazionale (competizioni minori)
- Giochi panamericani 1983
- Coppa America 1999

#### Premi individuali
- 1983 - Coppa dei Campioni: Miglior schiacciatore
- 1983 - Coppa dei Campioni: Sestetto ideale
- 1984 - Giochi Olimpici: Miglior Muro
- 1985 - Premio Olimpia de Plata: Pallavolista argentino dell'anno
- 1987 - Premio Olimpia de Plata: Pallavolista argentino dell'anno
- 1988 - Campionato Italiano: MVP Trofeo Gazzetta
- 1988 - Premio Olimpia de Plata: Pallavolista argentino dell'anno, premio in comune con la nazionale argentina
- 1990 - Campionato Italiano: MVP Trofeo Gazzetta
- 1990 - Premio Olimpia de Plata: Pallavolista argentino dell'anno
- 1991 - Campionato Italiano: MVP Trofeo Gazzetta
- 1999 - Premio Olimpia de Plata: Pallavolista argentino dell'anno
- 2000 - Fundacion Konex: Premios Konex de Platino Miglior pallavolista argentino della decada 1990-1999
- 2001 - Campionato sudamericano: Miglior muro
- 2005 - Campionato Argentino: MVP
- 2006 - Campionato Argentino: MVP
- 2011 - Inserimento nella Volleyball Hall of Fame come giocatore